# Vrbice, Břeclav
Vrbice là một làng thuộc huyện Břeclav, vùng Jihomoravský, Cộng hòa Séc.